# Číbuz
Číbuz (německy  Tschibus) je malá vesnice, část obce Skalice v okrese Hradec Králové. Nachází se asi 1 km na severovýchod od Skalice. V roce 2009 zde bylo evidováno 35 adres. V roce 2001 zde trvale žilo 87 obyvatel.
Číbuz je také název katastrálního území o rozloze 1,53 km2.

## Historie
První písemná zmínka o obci je z roku 1143.

## Pamětihodnosti
- kostel sv. Václava